# 천만부당
천만부당(千萬不當)은 어림없이 사리에 맞지 아니한다를 뜻하는 사자성어이다.